# Krzysztof Gawlik
Krzysztof Gawlik (ur. 1965 w Świerczynie) – polski seryjny morderca, zwany Skorpionem. Sprawca 5 morderstw.

## Życiorys
Gawlik urodził się w Świerczynie w powiecie leszczyńskim, jego ojciec był górnikiem, matka zajmowała się domem. Krzysztof już od najmłodszych lat doświadczał przemocy. Ojciec, gdy nie był w pracy, pił i sadystycznie bił żonę i syna. Po skończeniu szkoły Gawlik zatrudnił się w wałbrzyskiej kopalni „Julia”, w której pracował do 1994, kiedy została zamknięta. Gawlik założył własną firmę, która jednak nie przynosiła spodziewanych zysków.

## Zabójstwa
Krzysztof Gawlik dokonywał zabójstw, używając pistoletu maszynowego typu skorpion (stąd jego pseudonim) z tłumikiem. Każdą z ofiar postrzelił kilkukrotnie z charakterystycznym egzekucyjnym strzałem w tył głowy, na niektórych ofiarach znaleziono także ślady dźgnięć nożem. Pierwszą ofiarą Gawlika była niespełna 18-letnia prostytutka Sylwia L. z Poznania. Morderca spotkał się z nią (ponoć) 6 lutego 2001 roku, odpowiadając na ogłoszenie, które umieściła w prasie. Kolejnymi ofiarami „Skorpiona” była Ukrainka – Lesia H., będąca prostytutką we Wrocławiu i związany z nią Tomasz S. Zastrzelił ich trzy dni po popełnieniu pierwszej zbrodni w ich mieszkaniu we Wrocławiu. W marcu 2001 roku Gawlik zabił kolejne dwie osoby – małżeństwo K. z Wrocławia, najprawdopodobniej odpowiedział na ich ofertę wynajmu mieszkania.

## Aresztowanie i proces
Gawlika zatrzymano przypadkiem pod koniec marca 2001, gdy pod wpływem alkoholu spowodował wypadek i próbował uciec z miejsca zdarzenia. Policja odkryła w jego samochodzie pistolet z tłumikiem, którym dokonano pięciu zabójstw. Gawlik początkowo przyznał się do zabójstw; twierdził, że pierwszy raz zabił w 1998, że zabijał, ponieważ lubi patrzeć, jak na jego oczach umierają ludzie. Proces rozpoczął się w 2002 roku. Gawlik wycofał jednak zeznania, twierdził, że zabił jedną osobę, trzech zabójstw był świadkiem, a z jednym w Poznaniu nie miał nic wspólnego. Twierdził również, że morderstw dokonywał na zlecenie za określoną kwotę i zysk z handlu narkotykami.
Został skazany na karę dożywotniego pozbawienia wolności z ograniczeniem możliwości warunkowego zwolnienia, o które będzie mógł się ubiegać nie wcześniej niż po upływie pięćdziesięciu lat, podczas gdy prokurator domagał się ograniczenia czterdziestoletniego. Gawlik nie okazał skruchy, później wbrew woli swego adwokata zrezygnował z prawa do apelacji, co jest ewenementem w przypadku skazania na tak długi wyrok, tym samym stracił prawo do jakiejkolwiek zmiany wyroku, ponieważ minęły ustalone na to terminy.

## Odbywanie kary
Gawlik został osadzony w zakładzie karnym we Wrocławiu przy ul. Kleczkowskiej, po próbie ucieczki przeniesiono go do Zakładu Karnego w Wołowie. W 2004 roku podczas przeszukania jego celi, funkcjonariusze straży więziennej udaremnili próbę jego ucieczki z więzienia. Przy pomocy rurki i płaskownika wyrwanego z łóżka próbował przekuć mur celi. Jak twierdzą funkcjonariusze, niewiele brakowało, by jego plan zakończył się powodzeniem.

## Książka
W 2024 r. Andrzej Gawliński wydał pierwszą, kompleksową książkę dotyczącą czynów Krzysztofa Gawlika: Morderca z ogłoszenia. Krzysztof G. - Skorpion z Wrocławia. 